# اندیس پیروفیلیت سقز
پیروفیلیت سقز یک اندیس غیرفلزی است که در حوالی شهر سقز استان کردستان قرار دارد و مادهٔ معدنی موجود در آن، پیروفیلیت است.